# IC 2636
IC 2636 је спирална галаксија у сазвјежђу Лав која се налази на листи објеката дубоког неба у Индекс каталогу.
Деклинација објекта је + 11° 27' 23" а ректасцензија 11h 13m 34,0s. Привидна величина (магнитуда) објекта IC 2636 износи 16,5 а фотографска магнитуда 17,3. IC 2636 је још познат и под ознакама NPM1G +11.0269, PGC 1393913.